# عبد الله الرشيدي (لاعب كرة قدم مواليد 1986)
عبد الله طماح الرشيدي لاعب كرة قدم سعودي ، يلعب في مركز حارس مرمى.

## مسيرة اللاعب
لعب في نادي الوطني ونادي الصقور ونادي الذهب.